# Langues surmiques
Les langues surmiques ou langues surma sont un groupe de langues rattaché à la famille des langues nilo-sahariennes, qui sont parlées au Soudan et en Éthiopie.

## Place des langues surmiques dans le nilo-saharien

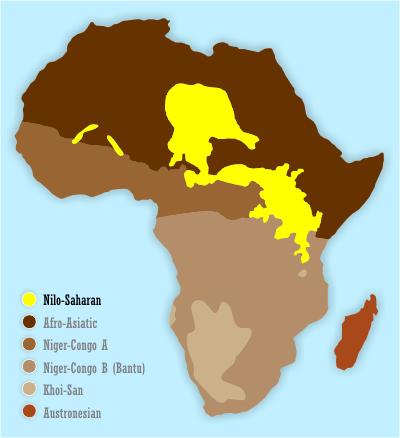
Répartition des langues nilo-sahariennes, en jaune sur la carte

Dans la classification de Joseph Greenberg (1963), les langues surmiques sont un des sous-groupes des langues soudaniques orientales, elles-mêmes partie de la branche Chari-Nil.

Greenberg présente les langues soudaniques orientales comme un ensemble de dix groupes, sans hiérarchie, qui sont les langues nubiennes, le nara, les langues surmiques, les langues nilotiques, les langues rub (ou nyangiyan), le temein, le nyimang, et le gaam (ou ingessana, tabi).
Pour Ehret (2001) les langues surmiques sont une des dix-sept branches de l'ensemble nilo-saharien.

## Classification interne des langues surmiques
Selon Unseth, le surmique est organisé ainsi:
- Nord
  - majang
- Sud
  - Sud-Ouest
    - sous-groupe DLM : murle, tenet, didinga (en) et boya
    - sous-groupe ZB : bale, olam et zilmamu

  - Sud-Est
    - sous-groupe pastoral
      - STM: tirma, suri, surma, mursi
      - me'en (en)
      - YKM : yidinit, kwegu, muguji